# Bác sĩ xứ lạ
Bác sĩ xứ lạ (tiếng Hàn: 닥터 이방인; Romaja: Dakteo Yibangin) là một bộ phim truyền hình Hàn Quốc năm 2014 với sự tham gia của các diễn viên Lee Jong-suk, Jin Se-yeon, Park Hae Jin, và Kang Sora Bộ phim được chiếu trên SBS vào lúc 21:55 thứ 2 và thứ 3 hàng tuần từ ngày 5 tháng 5 năm 2014 đến ngày 8 tháng 7 năm 2014, bao gồm 20 tập.

## Nội dung
Bác sĩ xứ lạ là bộ phim y khoa pha lẫn tình cảm, kể câu chuyện về một bác sĩ đào thoát khỏi Triều Tiên đến bệnh viện lớn nhất tại Hàn Quốc để làm việc. Park Hoon, nhân vật chính, là bác sĩ chạy trốn từ Bắc Hàn luôn ẩn chứa một quá khứ bí ẩn và tính cách kỳ lạ. 
Khi còn nhỏ, Park Hoon (Lee Jong-suk) sống ở Hàn Quốc cùng với người bố đơn thân là Park Cheol, vốn là một bác sĩ phẫu thuật có tiếng của đất nước. Giữa lúc căng thẳng chính trị trên bán đảo Triều Tiên leo thang khi lãnh tụ Kim Nhật Thành bị suy tim và đang trong trạng thái nguy kịch, cả hai bố con được chính phủ Hàn Quốc gửi đến Triều Tiên để thực hiện cuộc phẫu thuật tim cho ông ta, nhằm ngăn chặn nguy cơ về một cuộc chiến tranh Triều Tiên lần thứ hai. Sau khi ca phẫu thuật thành công, cha con Park Hoon bị chính quyền Triều Tiên giữ lại để phục vụ cho chế độ, nhưng Hàn Quốc hoàn toàn không có động thái gì. Có thông tin tiết lộ rằng Park Cheol lúc đó đang kiện Bệnh viện Đại học Myungwoo về một vụ sơ suất nghiêm trọng và bạn của Park Cheol, bác sĩ Park Choi muốn chịu trách nhiệm. Tuy nhiên, giám đốc bệnh viện Oh không muốn vụ việc sơ suất này bị công khai, làm tổn hại đến danh tiếng của bệnh viện. Kết quả là ông ta đã âm mưu với Jang Seok-joo, một quan chức an ninh quốc gia để khiến Park Cheol và con trai ông ta bị mắc kẹt ở Triều Tiên. 
Ở Triều Tiên, Park Hoon được chính người bố vốn là bác sĩ của mình đào tạo trở thành bác sĩ. Từ đây, Park Hoon chứng tỏ mình là một bác sĩ phẫu thuật tim - lồng ngực thiên tài sau khi học ở trường Đại học Y Bình Nhưỡng trong lúc làm nghề buôn lậu ngoài giờ bằng việc bán đĩa DVD K-pop, vốn bị nghiêm cấm ở Triều Tiên. Trong quá trình học tập, anh đem lòng yêu bạn học Song Jae-hee (Jin Se-yeon). Sau khi cha của Park Hoon bị chính quyền Triều Tiên sát hại, anh quyết tâm trốn sang Hàn Quốc cùng Jae-hee khi cả hai cùng nằm trong phái đoàn y tế của Triều Tiên tại Budapest, nhưng cuối cùng lại để mất liên lạc với cô trong quá trình chạy trốn. Park Hoon đành phải trốn sang Hàn Quốc một mình.
Ở Hàn Quốc, Park Hoon làm việc như một bác sĩ ở Bệnh viện hàng đầu của Hàn Quốc - Bệnh viện Đại học Myung Woo, nhưng anh cảm thấy hoàn toàn như người ngoài cuộc. Để có thể mang người mình yêu từ Triều Tiên sang Hàn Quốc, Park Hoon làm bất cứ việc gì để kiếm tiền. Trong quá trình làm việc, anh tìm thấy một cô gái trông giống hệt Jae-hee, bác sĩ Han Seung-hee, người tuyên bố không biết Park Hoon. Cùng lúc đó, Lee Sung-hoon, một bác sĩ hàng đầu của bệnh viện lên kế hoạch trả thù tổ chức này vì cái chết của cha anh trong vụ án sơ suất 10 năm trước.

## Diễn viên

### Diễn viên chính
- Lee Jong-suk vai Park Hoon (một bác sĩ thiên tài, bị đưa đến Triều Tiên cùng bố khi còn nhỏ)
  - Goo Seung-hyun vai Park Hoon lúc nhỏ
- Jin Se-yeon vai Song Jae-hee / Han Seung-hee.[12] Jae-hee là người bạn tâm giao của Park Hoon, người đã bị chia ly khỏi anh khi họ đang trốn khỏi Triều Tiên; Seung-hee là một phụ nữ Triều Tiên và là chuyên gia gây mê bằng đông y.
  - Seo Ji-hee (2006) vai Song Jae-hee lúc nhỏ
- Park Hae Jin vai Han Jae-joon/Lee Sung-hoon. Anh là đối thủ của Park Hoon, bác sĩ tốt nghiệp Đại học Harvard. Anh trở thành một bác sĩ và phụng sự cho Bệnh viện Đại học Myung Woo nhằm trả thù cho cái chết của cha mình, do một sự cố sơ suất của chính bệnh viện này.
  - Kim Ji-hoon vai Lee Sung-hoon lúc nhỏ
- Kang Sora vai Oh Soo-hyun, con gái Chủ tịch Bệnh viện Đại học Myung Woo, là một bác sĩ phẫu thuật tim - lồng ngực.
  - Shin Soo-yun vai Oh Soo-hyun lúc nhỏ

### Diễn viên phụ
- Park Hae-joon vai Cha Jin-soo, một gián điệp Triều Tiên.
- Chun Ho-jin vai Thủ tướng Hàn Quốc Jang Seok-joo, nhân vật phản diện đầu tiên của phim.
- Jeon Gook-hwan vai Oh Joon-gyu (bố của Soo-hyun và là Chủ tịch Bệnh viên Đại học Myung Woo), ông là nhân vật phản diện chính của phim vì đã âm mưu đưa bác sĩ Cheol và con trai ông ta về Triều Tiên ngay từ lúc đầu.
- Choi Jung-woo vai Moon Hyung-wook
- Nam Myung-ryul vai Choi Byeong-cheol
- Yoon Bora vai Lee Chang-yi
- Kim Sang-ho vai Yang Jeong-han
- Hwang Dong-joo vai Geum Bong-hyun
- Kang Tae-hwan vai Oh Sang-jin
- Lee Jae Won vai Kim Chi-gyu
- Uhm Soo-jung vai Min Soo-ji
- Han Eun-sun vai Eun Min-se
- Jung In-gi vai Kim Tae-sool
- Kim Yong-gun vai Tổng thống Hàn Quốc Hong Chan-sang
- Kim Ji-young vai Jeong-min
- Kim Sang-joong vai Park Cheol (bố của Park Hoon)
- Trương Lương vai Sean Zhang (bạn người Trung Quốc của Jae-joon)

## Nhà sản xuất
Đạo diễn Jin Hyuk từng đạo diễn Người thừa kế sáng giá (2009), Thợ săn thành phố (2011), Mặt trời của chàng Jo (2013). Biên kịch Park Jin-woo trước đó từng viết Conspiracy in the Court (2007), The Kingdom of the Winds (2008).

## Rating
| Tập        | Ngày phát sóng           | Lượt xem trung bình | Lượt xem trung bình         | Lượt xem trung bình | Lượt xem trung bình         |
| Tập        | Ngày phát sóng           | TNmS Ratings        | TNmS Ratings                | AGB Nielsen         | AGB Nielsen                 |
| Tập        | Ngày phát sóng           | Nationwide          | Seoul National Capital Area | Nationwide          | Seoul National Capital Area |
| ---------- | ------------------------ | ------------------- | --------------------------- | ------------------- | --------------------------- |
| 1          | ngày 5 tháng 5 năm 2014  | 9.4%                | 11.6%                       | 8.6%                | 9.5%                        |
| 2          | ngày 6 tháng 5 năm 2014  | 11.3%               | 13.7%                       | 9.4%                | 9.9%                        |
| 3          | ngày 12 tháng 5 năm 2014 | 11.6%               | 13.6%                       | 12.1%               | 13.3%                       |
| 4          | ngày 13 tháng 5 năm 2014 | 13.1%               | 16.2%                       | 12.7%               | 13.3%                       |
| 5          | ngày 19 tháng 5 năm 2014 | 14.2%               | 18.1%                       | 14.0%               | 15.6%                       |
| 6          | ngày 20 tháng 5 năm 2014 | 12.1%               | 15.9%                       | 12.7%               | 14.3%                       |
| 7          | ngày 26 tháng 5 năm 2014 | 12.8%               | 15.8%                       | 13.1%               | 14.8%                       |
| 8          | ngày 27 tháng 5 năm 2014 | 12.3%               | 15.1%                       | 12.5%               | 14.1%                       |
| 9          | ngày 2 tháng 6 năm 2014  | 13.0%               | 16.1%                       | 13.2%               | 14.7%                       |
| 10         | ngày 3 tháng 6 năm 2014  | 12.0%               | 14.8%                       | 11.7%               | 12.9%                       |
| 11         | ngày 9 tháng 6 năm 2014  | 10.7%               | 13.5%                       | 11.0%               | 12.4%                       |
| 12         | ngày 10 tháng 6 năm 2014 | 11.1%               | 14.1%                       | 11.5%               | 12.7%                       |
| 13         | ngày 16 tháng 6 năm 2014 | 11.4%               | 13.6%                       | 11.6%               | 13.1%                       |
| 14         | ngày 17 tháng 6 năm 2014 | 11.5%               | 13.6%                       | 10.8%               | 12.3%                       |
| 15         | ngày 23 tháng 6 năm 2014 | 12.4%               | 15.2%                       | 11.9%               | 13.6%                       |
| 16         | ngày 24 tháng 6 năm 2014 | 10.8%               | 12.4%                       | 11.8%               | 13.4%                       |
| 17         | ngày 30 tháng 6 năm 2014 | 10.9%               | 12.7%                       | 11.6%               | 13.3%                       |
| 18         | ngày 1 tháng 7 năm 2014  | 11.5%               | 12.8%                       | 10.1%               | 11.2%                       |
| 19         | ngày 7 tháng 7 năm 2014  | 11.2%               | 13.7%                       | 10.9%               | 12.3%                       |
| 20         | ngày 8 tháng 7 năm 2014  | 12.2%               | 14.2%                       | 12.7%               | 14.6%                       |
| Trung bình | Trung bình               | 11.8%               | 14.3%                       | 11.7%               | 13.1%                       |

## Phát sóng quốc tế
Ở Trung Quốc, bộ phim có giá bản quyền lên tới $80,000 cho mỗi tập và được phát sóng trực tiếp trên cả Youku và Todou thu hút lần lượt 330 triệu và 50 triệu lượt xem. Tính đến ngày 7 tháng 7, phim đã được xem trực tiếp gần 400 triệu lần. Do sự thành công ở Trung Quốc, Bác sĩ xứ lạ được nhà sản xuất chuyển thể thành phim điện ảnh, phát hành độc quyền tại nước này với một kết thúc khác với phim truyền hình.
Phim bắt đầu được phát sóng tại Nhật Bản vào nhày 29 tháng 11 năm 2014 trên kênh KNTV.